# Seznam kolumbijskih fotomodelov
Seznam kolumbijskih fotomodelov.

## P
- Natalia París

## Z
- Luz Marina Zuluaga